# Лотарингский (франкский) диалект
Франкский лотарингский диалект (нем. Lothringisch, фр. Francique lorrain) — собирательное название для рейнско-франкских и мозельско-франкских диалектов, которые распространены в Лотарингии, включая люксембургский язык. Диалект распространён в департаменте Мозель и там называется носителями платским (Lothringer Platt, Lothringer Déitsch). Во французском языке для таких диалектов существует понятие патуа (patois), к которому долгое время причисляли лотарингский. С 1980-х в обиход вошло понятие francique (франкский), которое позволило уже точно разграничить лотарингский средненемецкий диалект от галло-романского лотарингского языка. В послевоенное время франкский лотарингский диалект стал оттесняться французским языком, подобно многим другим диалектам на территории Франции. Родившиеся после 1945 года носители диалекта владеют им как вторым языком, но уже редко считают его родным.
Лексика лотарингских диалектов подробно описана в Словаре немецко-лотарингских диалектов

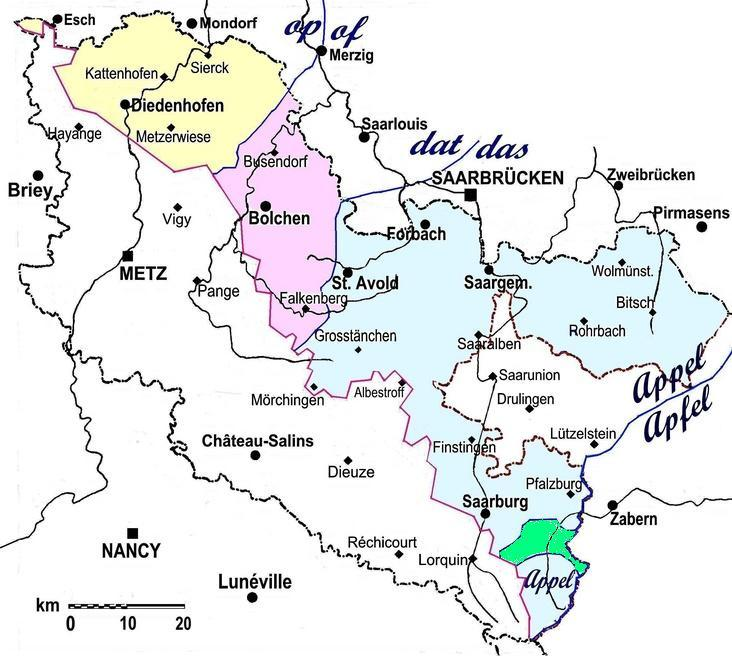